# Alexis Antoine Charlery
Alexis Antoine Charlery, né le 30 juillet 1752 à Candé (Anjou), mort le 8 mars 1829 à Candé (Maine-et-Loire), est un général de la révolution française.

## États de service
Il sert successivement dans le régiment des Gardes françaises, dans le régiment Royal-La Marine, dans le régiment de Saintonge, et dans le Régiment de Dillon, avant d'être nommé adjudant-général chef de brigade le 26 juin 1793. Il est promu général de brigade provisoire le 28 novembre 1793, à l’armée de l’Ouest.
Le 23 décembre 1793, il participe à la bataille de Savenay, au cours de laquelle il attaque en vain, une position tenue par 500 vendéens. Il leur propose une reddition en échange de l’autorisation de rentrer chez eux, et la proposition est acceptée et signée. Mais le représentant en mission refuse l’accord, et il fait fusiller les prisonniers. 
Il est mis aux arrêts, libéré quelques jours après. Il démissionne de son poste le 14 mars 1795.
De 1798 à 1816, il est juge de paix dans le canton de Candé.

## Sources
- (en) « Generals Who Served in the French Army during the Period 1789 - 1814: Eberle to Exelmans »
- (pl) « Napoléon.org.pl »
- Dictionnaire des familles françaises anciennes ou notables à la fin du XIXe siècle, édition 1903
- Docteur Robinet, Jean-François Eugène et J. Le Chapelain, Dictionnaire historique et biographique de la révolution et de l'empire, 1789-1815, volume 1, Librairie Historique de la révolution et de l’empire, 900 p. (lire en ligne), p. 380.